# Новопсков — Краматорськ (газопровід)
Новопсков – Краматорськ – газопровід, споруджений для транспортування природного газу із хабу у Новопскові (північ Луганської області) до споживачів у західній частині Донбасу. 
В 1980 – 1983 роках спорудили газопровід Уренгой – Петровськ – Новопсков, який подав на північ Луганської області продукцію унікального Уренгойського родовища. Одним із напрямів подальшого перекачування газу визначили Краматорськ Донецької області, куди у січні 1981 року почало надходити блакитне паливо новим трубопроводом Новопсков — Краматорськ діаметром 1000 мм. Окрім забезпечення газом місцевих підприємств, звідси також могла здійснюватись його подальша поставка у південному напрямку до інших індустріальних центрів Донбасу з використанням трубопроводів Амвросіївка – Горлівка – Краматорськ, Амвросіївка – Горлівка – Слов'янськ (пізніше, у 1990 – 2000 роках, також побудували трубопровід Краматорськ – Маріуполь).
Для обслуговування лінії Новопсков – Краматорськ ввели в дію II чергу Лоскутівської компресорної станції (південна околиця Лисичанська). Від неї починається газопровід-відгалуження до Вуглегірської ТЕС (місто Світлодарськ) довжиною 46 км та діаметром 700 мм, споруджений у 1983 році (на цій ТЕС незадовго до того – у 1975–1976 роках – стали до ладу 3 надпотужні газомазутні блоки по 800 МВт кожен).
У лютому 2015 року газопровід був пошкоджений внаслідок обстрілу формуваннями сепаратистів.